# Kirche Tellschütz

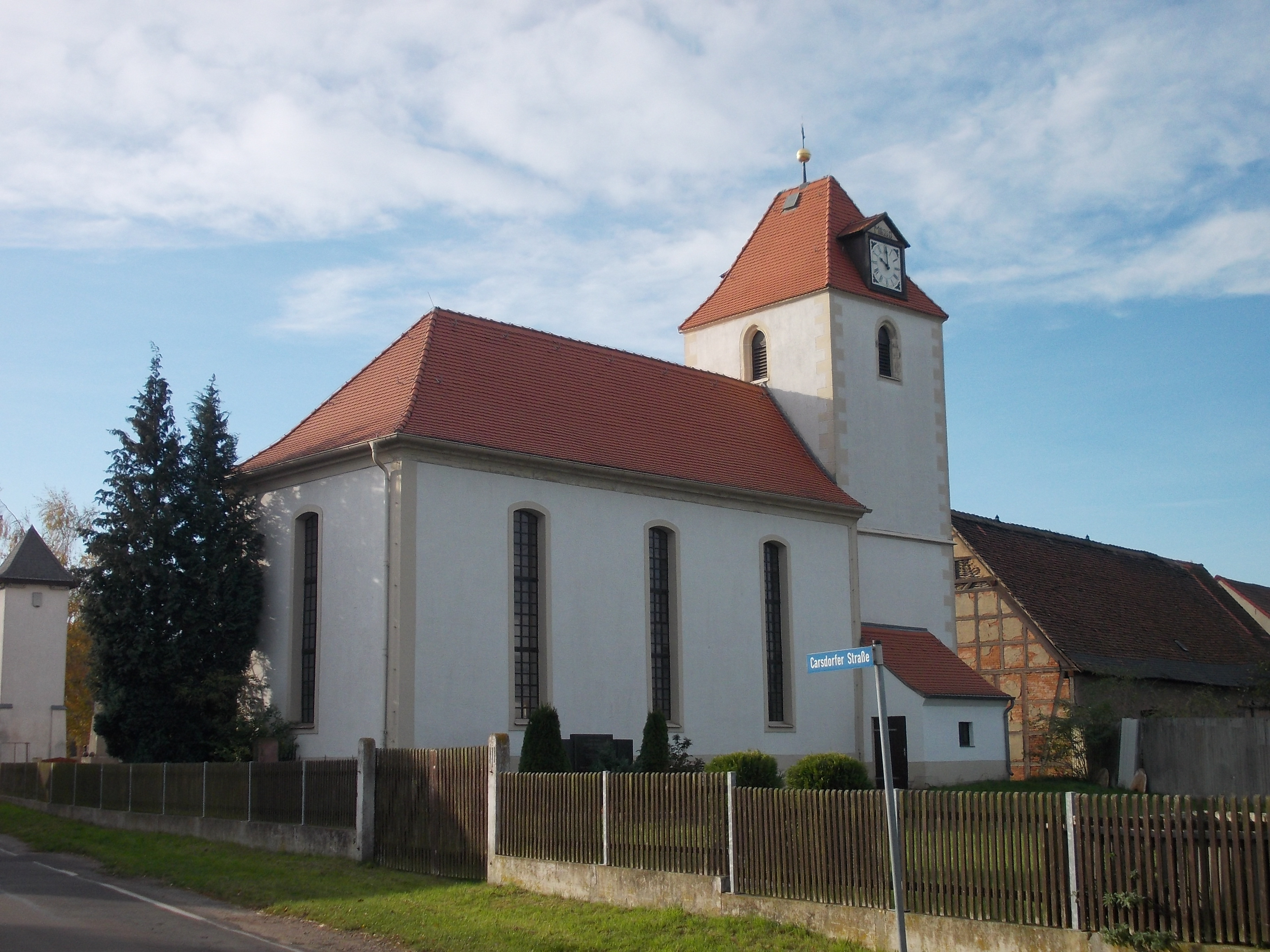
Tellschützer Kirche vor dem Brand 2015

Die evangelisch-lutherische Kirche Tellschütz ist ein historisches Kirchengebäude in der Ortschaft Tellschütz, einem Ortsteil von Zwenkau im Landkreis Leipzig in Sachsen. Die Kirche geht im Kern auf ein Gebäude aus der Zeit der Romanik zurück und wurde mehrfach umgebaut und erneuert.

## Geschichte

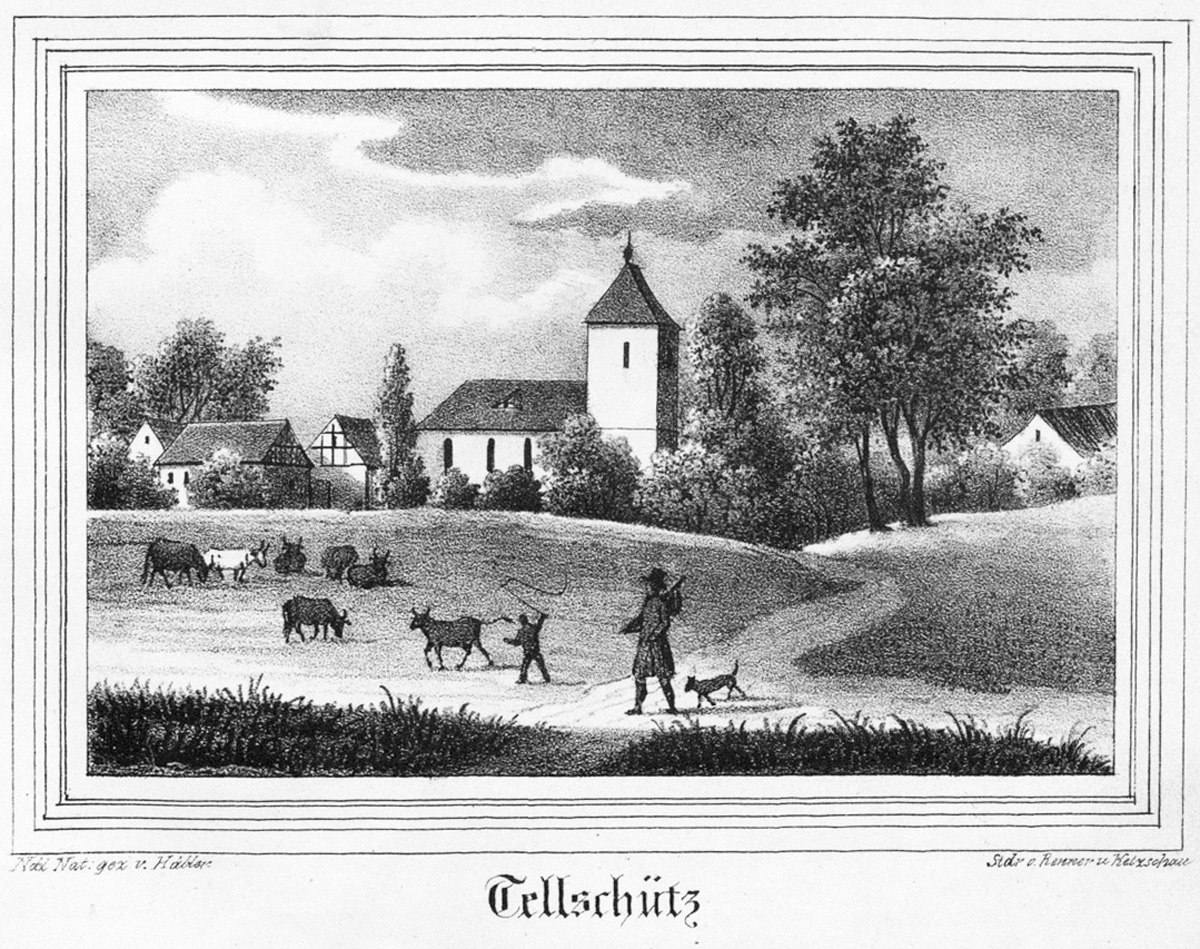
Tellschütz mit Kirche um 1840

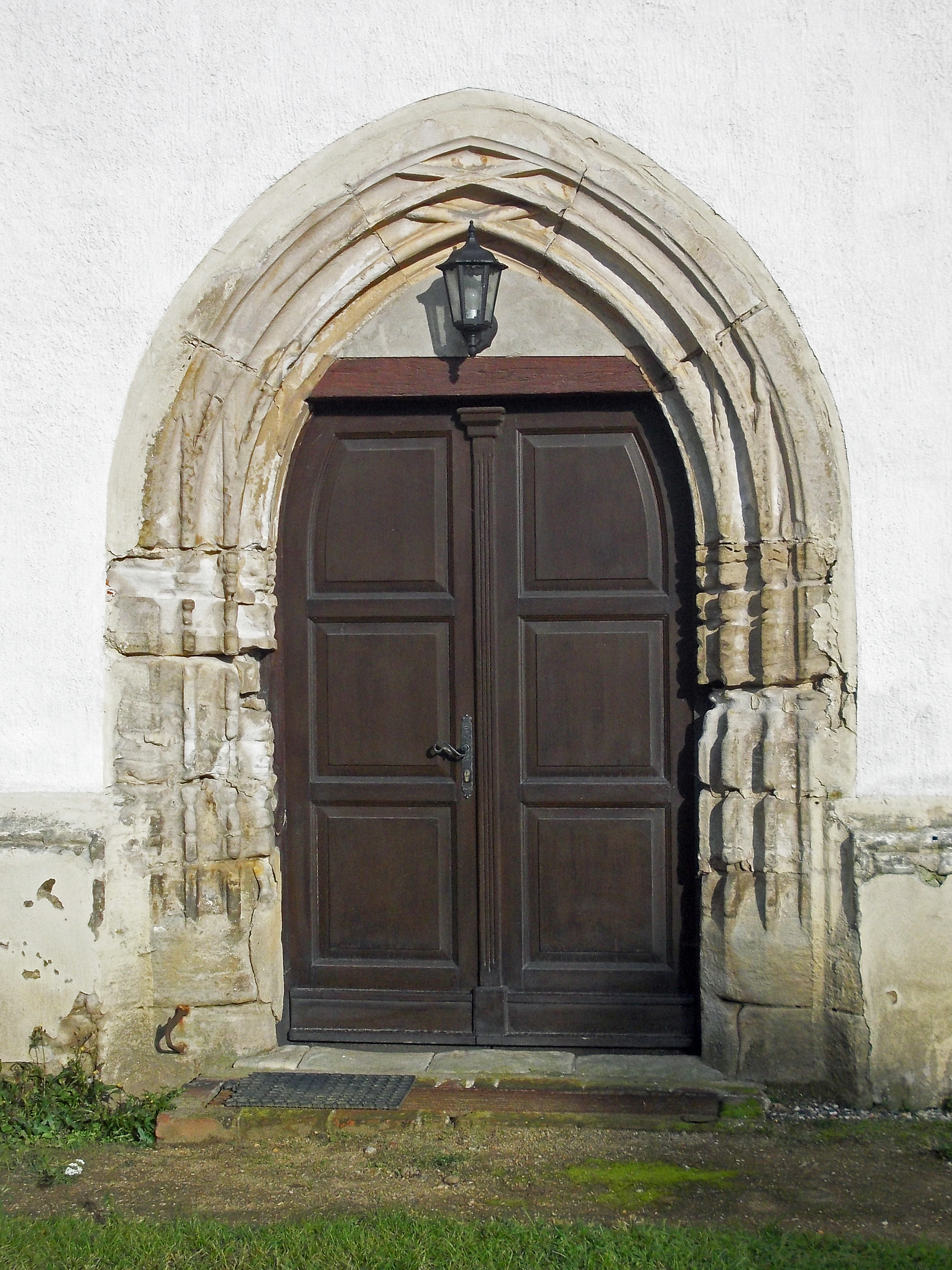
Gotisches Eingangsportal am Kirchturm

### Gründung und Bau
Der genaue Gründungszeitpunkt der Tellschützer Kirche ist unbekannt. Sie entstand vermutlich im 12. Jahrhundert und gehörte ursprünglich zur Pfarrei Hohenlohe. Noch lange Zeit mussten an diese verschiedene Abgaben geleistet werden. Da der Ort Tellschütz auf einen slawischen Rundweiler zurückgeht, der später durch deutsche Siedler erweitert wurde, errichtete man das Gotteshaus im Zuge der Christianisierung an der Schnittstelle zwischen Alt- und Neusiedlung als Mittelpunkt des Ortes. Erstmals erwähnt wurde sie im Jahr 1361. Ursprünglich war sie dem Heiligen Hippolytus geweiht, ein für den mitteldeutschen Raum ungewöhnliches Patrozinium. Grund war vermutlich, dass in Merseburg eine Kirche Papst Sixtus II., dem Lehrer des Heiligen Laurentius, geweiht war. Der Kerkermeister Hippolytus gehörte zum Kreis um den Diakon.

### Umbauten im 16. und 18. Jahrhundert
Ältester Teil der ursprünglich romanischen Kirche ist der spätgotische Turm mit Spitzbogenportal. Er entstand 1520 und weist am Portal mehrere Steinmetzzeichen auf. Östlich schließt sich das Kirchenschiff an. Wegen Baufälligkeit und drohender Einsturzgefahr wurde es 1765 komplett erneuert. Aus dieser Zeit stammen auch die Emporen und einige Wandmalereien im Rokokostil. Im 19. Jahrhundert ist die Tellschützer Kirche als Schwesterkirche von Großdalzig verzeichnet, blieb jedoch eine selbständige Gemeinde.

### Sanierung nach 1990
Auch nach 1990 konnte die Kirchgemeinde Tellschütz ihre Eigenständigkeit bewahren. Mit nur 55 Gemeindemitgliedern (Stand 2015) ist sie kleinste Gemeinde im Kirchenbezirk Leipzig. Zwischen 1993 und 1997 wurde die Kirche umfassend saniert. Neben der Erneuerung von Turm und Dach des Kirchenschiffs erfolgte eine denkmalgerechte Sanierung des Innenraums mit Altar, Empore und Orgel und der Einbau einer modernen Elektroanlage. 2006 wurde auch das Geläut auf elektronische Steuerung umgebaut.

### Brand am 10. Januar 2015
Am 10. Januar 2015 brach gegen 3 Uhr nachts im Glockenturm ein Feuer aus und breitete sich schnell auf das Kirchenschiff aus. Wenig später stürzte der brennende Dachstuhl ein. Starker Wind erschwerte die Löscharbeiten, so dass die Feuerwehr die Kirche nicht mehr retten konnte. Innerhalb weniger Stunden brannte die Tellschützer Kirche komplett aus. Dabei wurde die gesamte Innenausstattung vernichtet. Unmittelbar danach kündigte die Kirchgemeinde an, ihre Kirche mit Hilfe von Spendengeldern wiederaufbauen zu wollen. Der Schaden am Gebäude wurde mit 5 Millionen Euro, der Schaden am Inventar mit einer Million Euro beziffert.

### Wiederaufbau von 2015 bis 2020

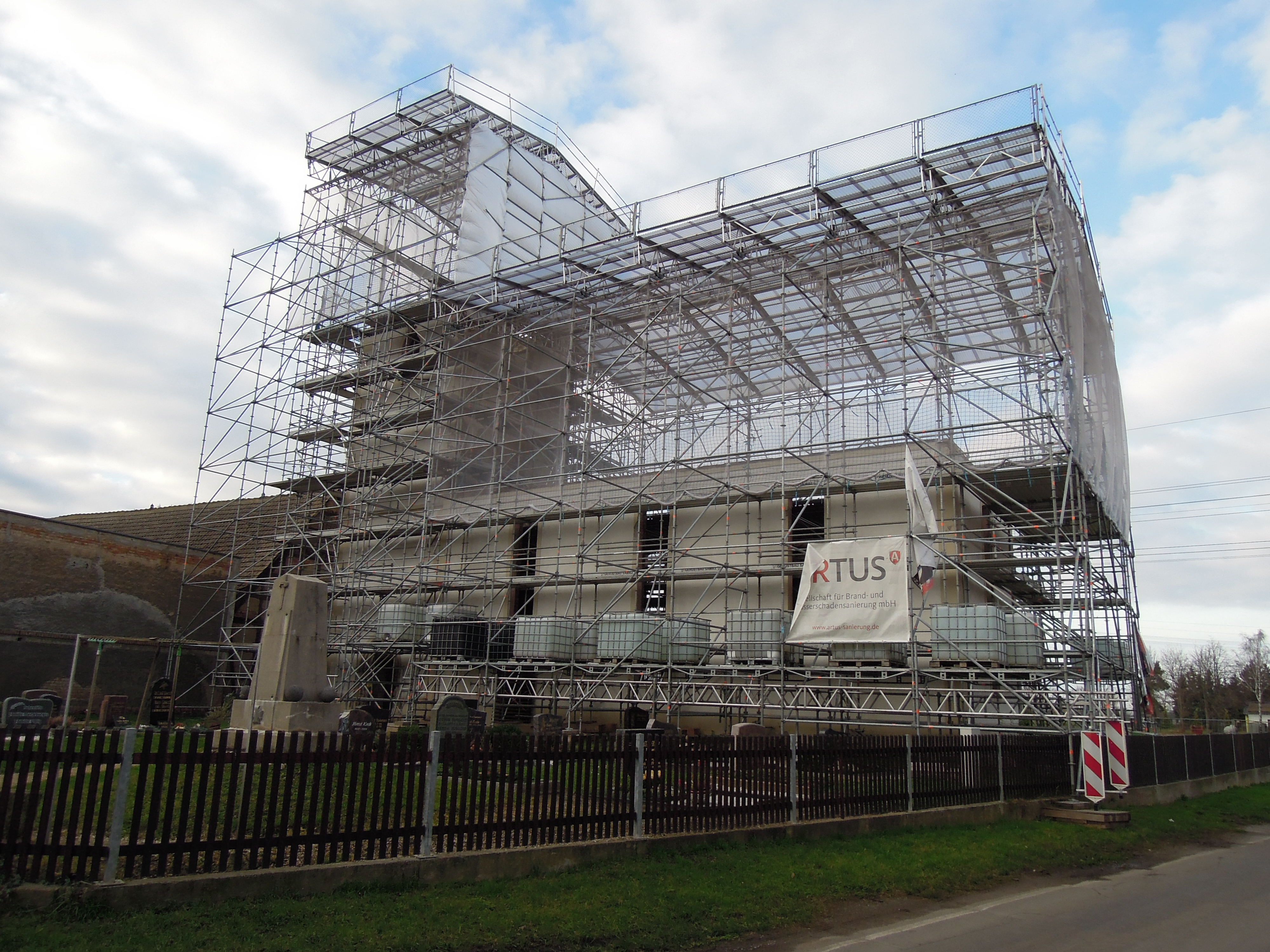
Einrüstung im Dezember 2015

Der Kirchenvorstand beschloss am 26. Januar 2015 den Neuaufbau der Kirche. Beteiligte Unternehmen und Ämter waren das Ingenieurbüro Scherf–Bolze–Ludwig aus Silbitz für Planungstätigkeiten und bauarchäologische Fachbegleitung, das Landeskirchenamt Sachsen in Dresden für Vertragsprüfungen, Artus Trocknungs- und Sanierungstechnik aus Langenhagen für Bauschuttberäumung und die Gerüstbaufirma Samiez GmbH, die ab 11. Mai 2015 die Gerüstbauarbeiten ausführte. Die Baustromversorgung erfolgte durch ein lokales Unternehmen, Bauleistungsversicherer ist die Ecclesia. Ergänzend wurde die IBW Ingenieurbüro für Bauwerkserhaltung Weimar GmbH zur Mauerwerksdiagnostik hinzugezogen.
Am 10. Mai 2020 wurde die wiederaufgebaute Kirche eingeweiht.

## Ausstattung

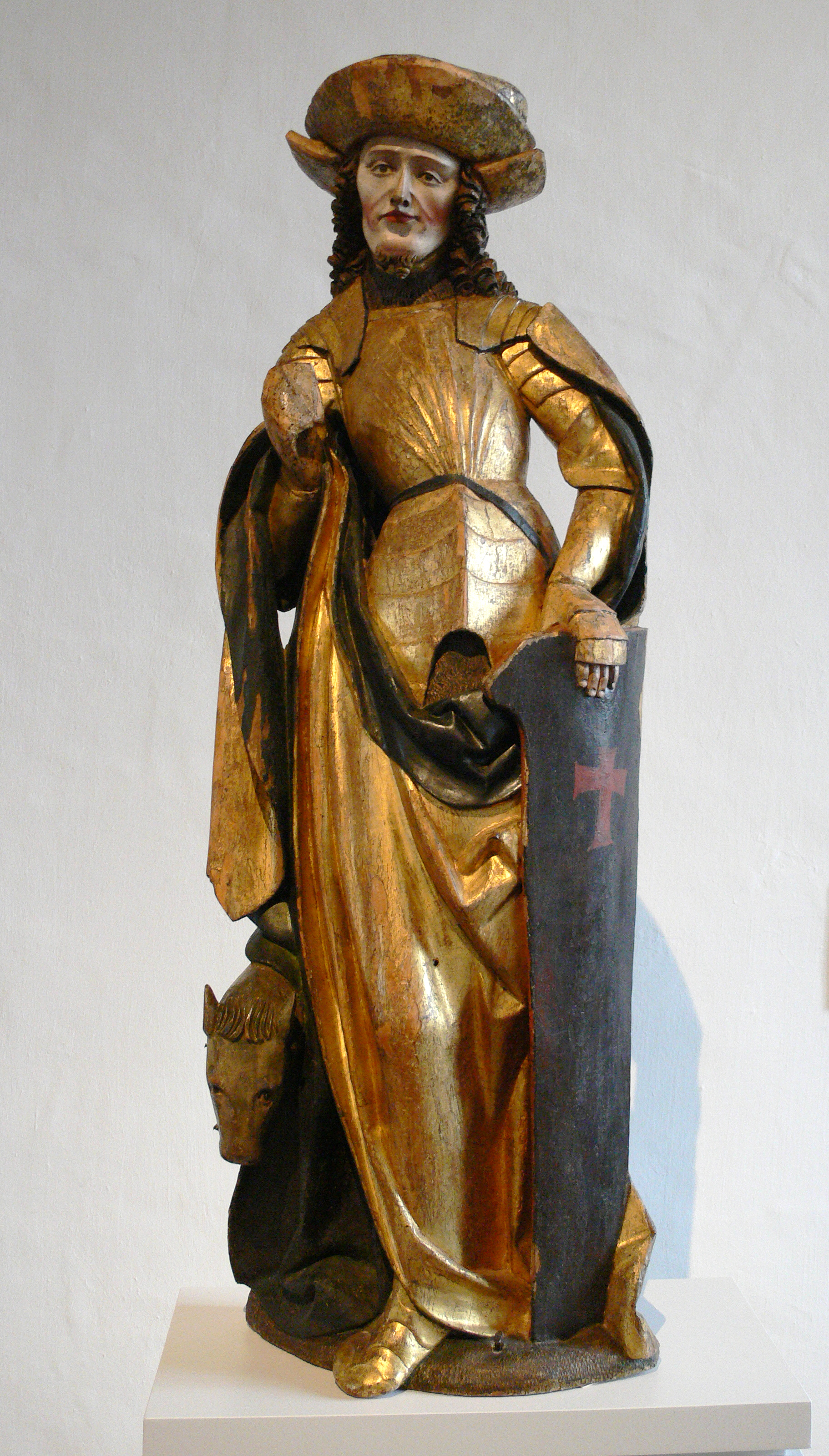
Holzplastik des Heiligen Hippolytus aus der Kirche Tellschütz (Schlossbergmuseum Chemnitz)

Bis zur Zerstörung der Kirche beim Brand 2015 besaß diese eine teilweise wertvolle Innenausstattung aus dem 15. bzw. 18. Jahrhundert. Bemerkenswert waren neben dem Kanzelaltar von 1765 einige Wandmalereien im Rokokostil. Historisch bedeutsam waren zudem drei Bronzeglocken aus dem 15. Jahrhundert.
Spätgotischer Flügelaltar
Der ursprünglich farbig bemalte Flügelaltar entstand um 1515 und besteht aus Lindenholz. Das ca. 1,79 Meter hohe und 79 cm breite Kunstwerk zeigt vor gemustertem Goldhintergrund die Figur des heiligen Hippolytus mit Lanze und Schild. Hippolytus war der Kerkermeister des heiligen Laurentius und wurde der Überlieferung nach von ihm zum Christentum bekehrt und auf Befehl des römischen Kaisers Valerian von wilden Pferden zu Tode geschleift. Auf den beiden Seitenflügeln sind Szenen aus seinem Leben und Martyrium zu sehen. 1890 erwarb der Sächsische Altertumsverein den Altar und verbrachte ihn nach Dresden. Heute gehört er zum Bestand der Staatlichen Kunstsammlungen. Die Figur des Hippolytus ist im Schlossbergmuseum Chemnitz ausgestellt.
Kanzelaltar
Der barocke Kanzelaltar wurde im Zusammenhang mit der Erneuerung der Kirche 1765 geschaffen. Einer Inschrift auf der Rückseite zufolge wurde er von Casspar Schröder, Gerichtsschöppe und Nachbar in Tellschütz gestiftet und von Johann Gottfried und Johann Christian Krippendorf aus Zeitz angefertigt. Die Weihe erfolgte am 1. Dezember 1765. Neben der Kanzel befanden sich zwei bemalte Wappen des Grafen Georg II. von Werthern und seiner Ehefrau Henriette, geb. Fläming.
Glocken
Die drei Bronzeglocken wurden 1400, 1456 und 1478 gegossen und stammten möglicherweise noch aus einem Vorgängerbau. Auf der größten Glocke (78 cm) ist Maria als Himmelskönigin dargestellt. Darunter findet sich die Inschrift: Hilf Got. Maria. bei rat und die Jahreszahl des Gusses (1478) sowie die Signatur des Gießers. Diese deutet auf den „Halleschen Gießer“ hin, der auch die Glocke zu Klobikau bei Merseburg schuf. Die beiden kleineren Glocken sind noch älter und stammen aus den Jahren 1456 bzw. um 1400. Bis 2006 wurde das Geläut noch per Hand bedient, bevor die Kirche eine elektrisch gesteuerte Läuteanlage erhielt. In diesem Zusammenhang wurden Geläut und der Glockenstuhl saniert. Beim Brand 2015 stürzten die Glocken in den Turm und wurden dabei schwer beschädigt.
Orgel
Mit dem Brand 2015 verlor die Kirche eine Orgel aus der Orgelbauwerkstatt von Urban Kreutzbach. Im Jahr 2020 wurde eine Orgel von Eule Orgelbau aus Bautzen eingebaut. Das zweimanualige, 700. Werk des Unternehmens hat 14 klingende Stimmen bzw. Register, davon zwei im Pedal.